# Hypothalamus-Hypophysen-Nebennierenrinden-Achse
Die Hypothalamus-Hypophysen-Nebennierenrinden-Achse, auch HPA-Achse (engl. HPA axis für hypothalamic-pituitary-adrenal axis) oder Stressachse genannt, stellt eine komplexe Abfolge von direkten Einflüssen und Feedback-Schleifen zwischen drei Hormondrüsen dar: 
- dem Hypothalamus,
- der Hypophyse (einer erbsenförmigen Struktur unter dem Hypothalamus)
- und der Rinde der Nebennieren (kleine, konische Organe, die auf den Nieren sitzen)

Die Wechselwirkungen zwischen diesen Organen bilden die HPA-Achse. Sie ist ein Hauptteil jenes Hormonsystems, das Reaktionen auf Stress kontrolliert und viele Prozesse im Körper reguliert; einschließlich Verdauung, Immunsystem, Stimmung und Gefühle, Sexualität, Energiespeicherung und -verwendung. Es handelt sich dabei um den gemeinsamen Mechanismus für Interaktionen zwischen Drüsen, Hormonen und Teilen des Mittelhirns, der das Allgemeine Anpassungssyndrom vermittelt.